# Derry Olympic
Derry Olympic was een Noord-Ierse voetbalclub uit de stad Londonderry. 
De club werd in 1891 opgericht en speelde in het seizoen 1892/93 in de Belfast & District League (toenmalige hoogste klasse), het was het 2de team van buiten Belfast om in de die competitie te spelen. Olympic werd laatste met slechts 1 gelijkspel. Hierna werd de club ontbonden en had de stad geen grote club meer tot de oprichting van Derry Celtic in 1900.